# SAIPA Saba
SAIPA Saba – samochód osobowy klasy subkompaktowej produkowany pod irańską marką SAIPA w latach 1993–2020.

## Historia i opis modelu

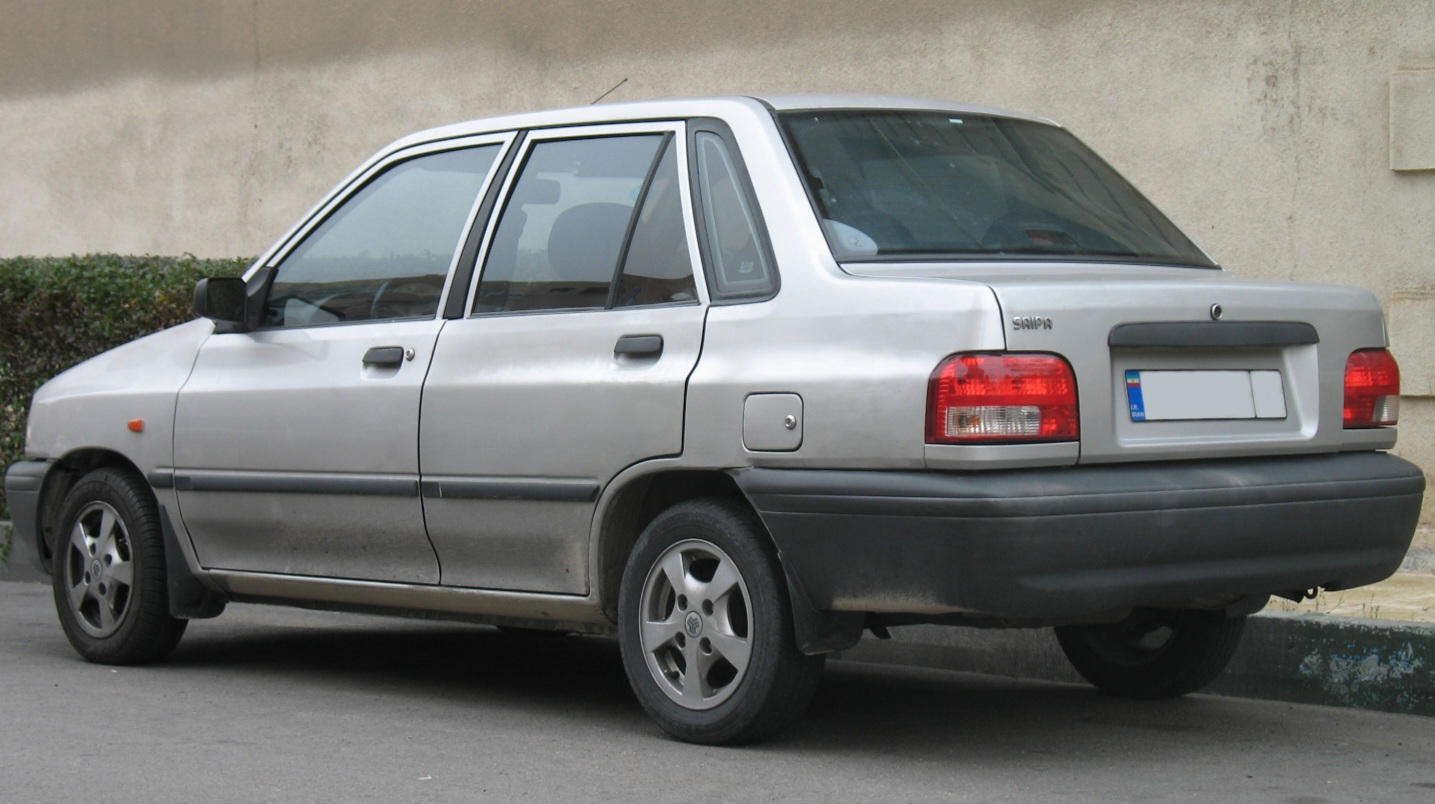
SAIPA Saba - tył

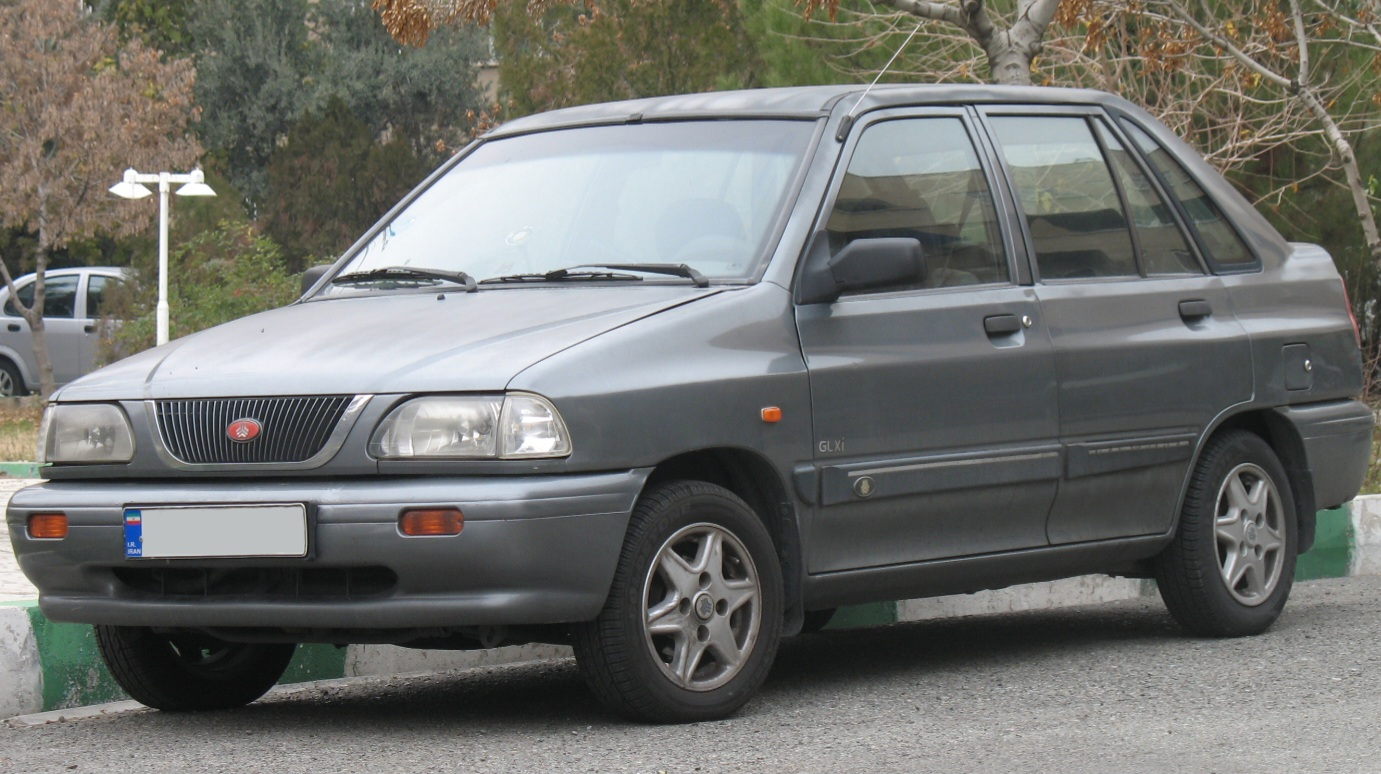
SAIPA 141

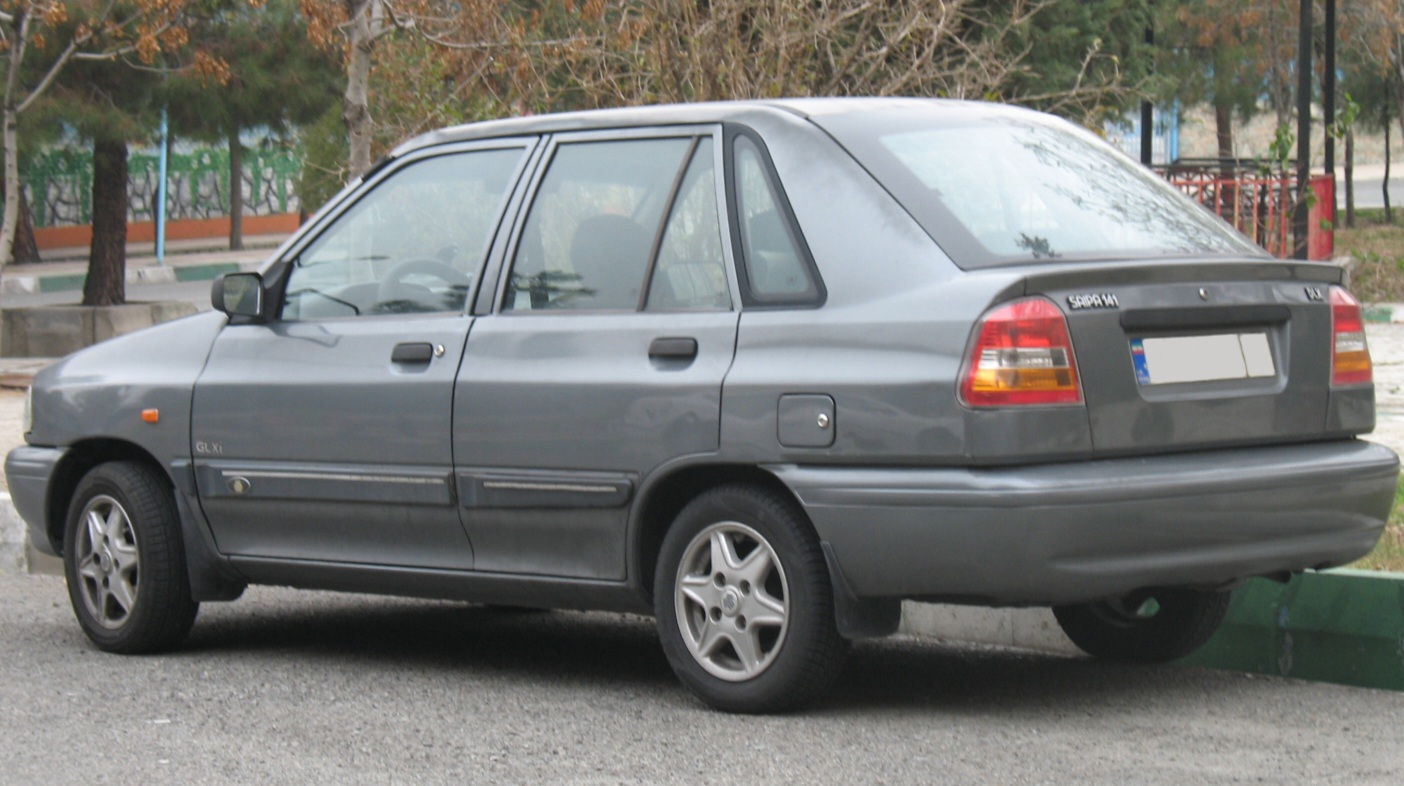
SAIPA 141 - tył

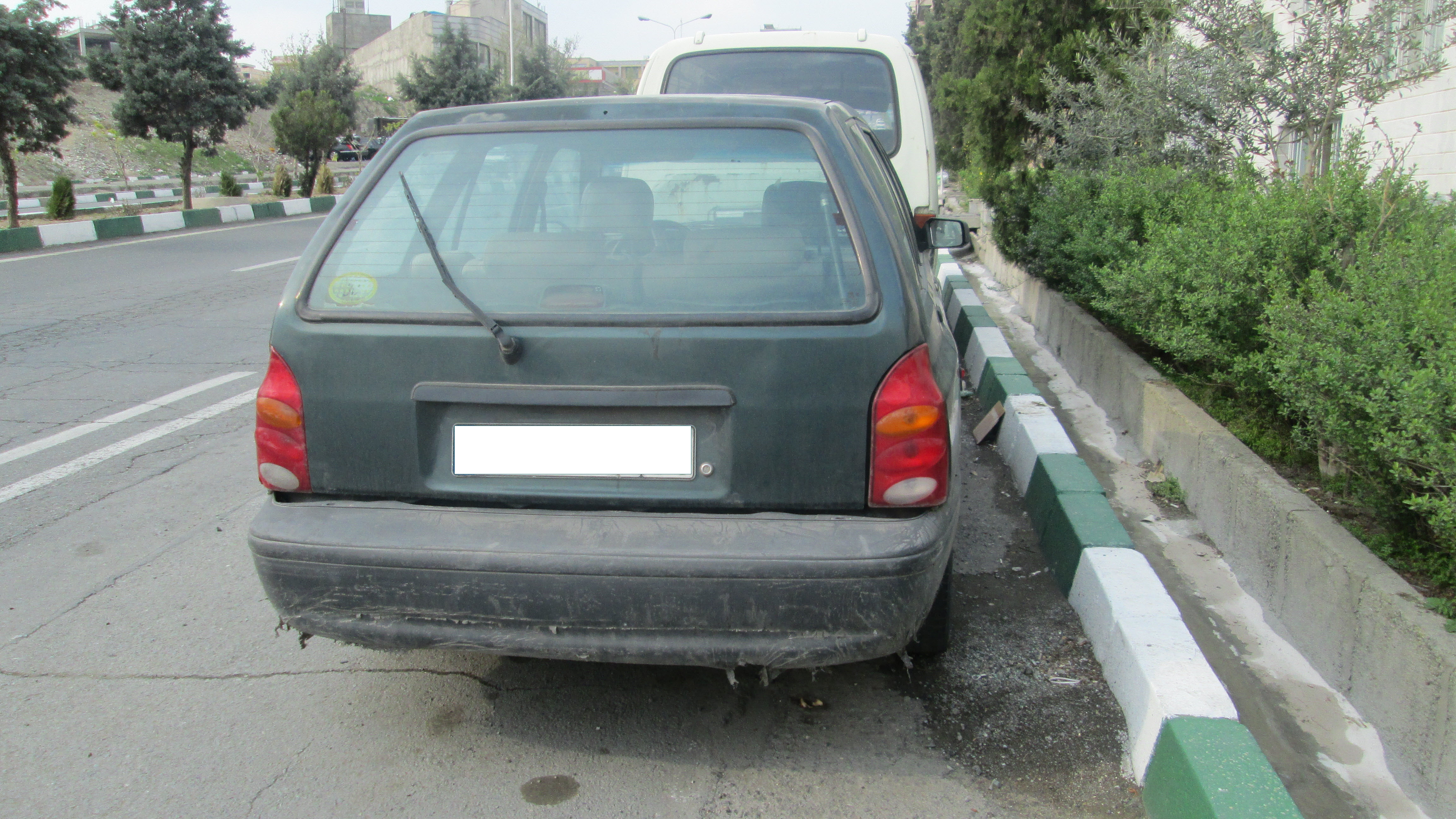
SAIPA Pride Safari

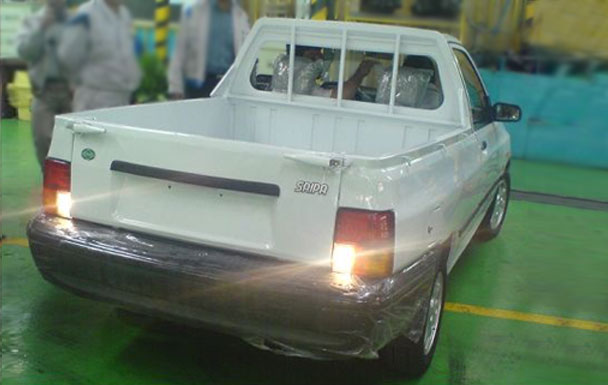
SAIPA Pickup

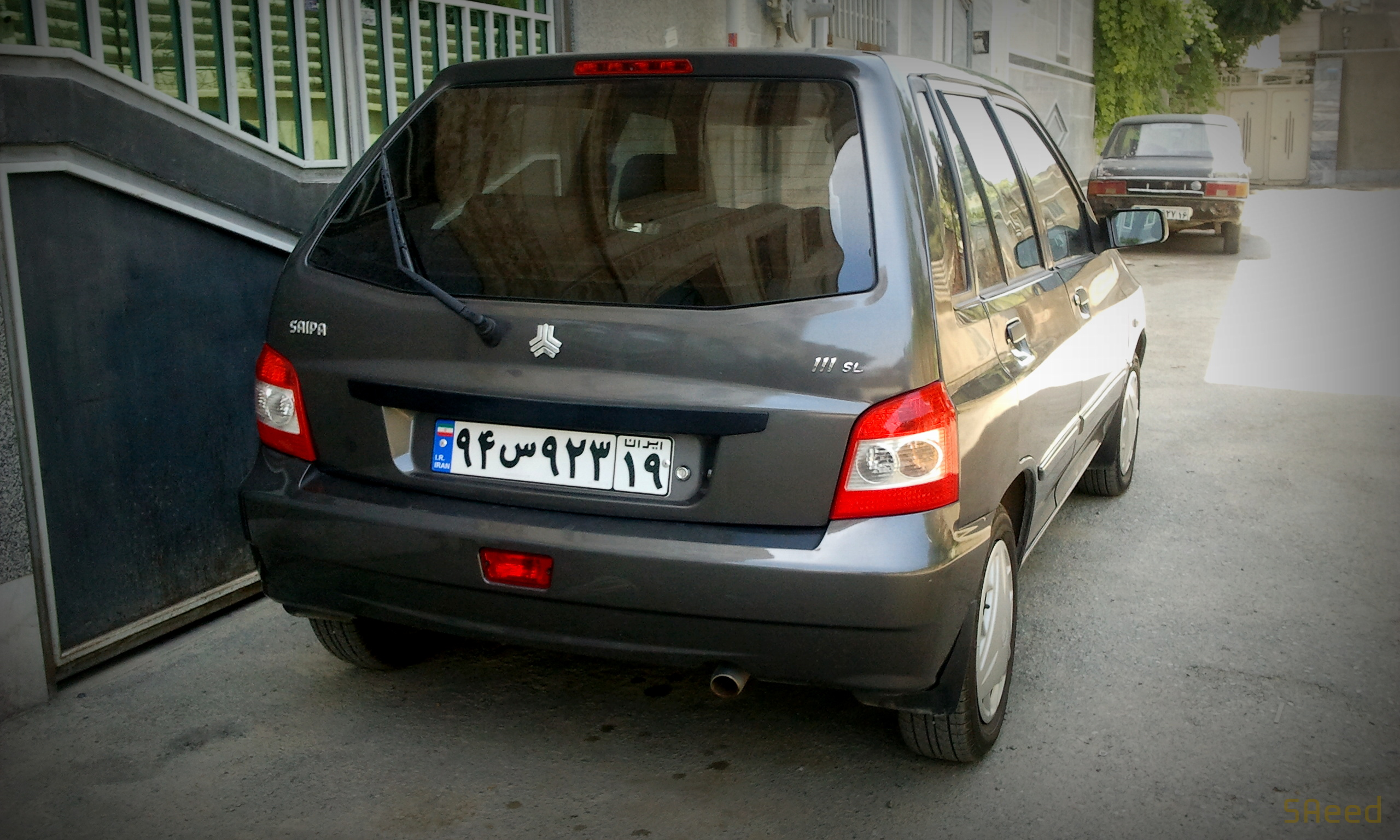
SAIPA 111 - model po liftingu

W 1993 roku irańskie przedsiębiorstwo SAIPA kupiło licencję od południowokoreańskiej Kii na uruchomienie produkcji niewielkiego modelu Pride pod własną marką w zakładach produkcyjnych w stołecznym Teheranie. Początkowo samochód przyjął identyczną postać w stosunku do pierwowzoru, odróżniając się jedynie logotypami oraz oznaczeniami marki SAIPA.
Gama modelowa została w całości zapożyczona od Kii Pride, obejmując kolejno 4-drzwiowego sedana o nazwach SAIPA Saba lub SAIPA Pride, 5-drzwiowego hatchbacka o nazwie SAIPA Nasim oraz 5-drzwiowego kombi o nazwie SAIPA Nasim Safari.
W 2003 roku, po 10 latach produkcji rodziny modelowej Saba, SAIPA wprowadziła pierwsze autorskie modyfikacje w licencjonowanej konstrukcji, poszerzając gamę nadwoziową o nowy wariant. 5-drzwiowy liftback otrzymał nazwę SAIPA 141, a także obszerne modyfikacje w stylizacji. Samochód zyskał większy, trapezoidalny kształt atrapy chłodnicy, a także przemodelowane zderzaki.
W 2008 roku przedstawiona została z kolei kolejna, autorska konstrukcja SAIPY w postaci 2-drzwiowego pickupa obszernym przedziałem transportowym wygospodarowanym tuż za pierwszym rzędem siedzeń. Do produkcji trafiła ona jednak dopiero 5 lat później, w 2013 roku, zyskując modyfikacje wizualne w tlynej części nadwozia.

### Lifting
W 2008 roku SAIPA przedstawiła gruntownie zrestylizowaną gamę rodzinę Saba, która przeszła największe zmiany wizualne od momentu rozpoczęcia produkcji w 1993 roku.
Samochód zyskał nowy pas przedni z charakterystycznymi, łezkowatymi reflektorami, większą atrapą chłodnicy z chromowaną poprzeczką, a także inaczej ukształtowanymi lampami tylnymi wraz z nowym wzorem deski rozdzielczej.
Wraz z restylizacją w kolejnych latach wdrażano kolejne zmiany w nazewnictwie. Odmiana sedan oferowana sprzed restylizacji dostępna była pod nazwą SAIPA 131, z kolei zmodernizowana jako SAIPA 132, odmiana hatchback dostępna była jako SAIPA 111, z kolei pickup trafił do produkcji w ostatniej kolejności w 2013 roku pod nazwą SAIPA 151. Z gamy zniknął wariant kombi.

### Sprzedaż
W odmianie liftback, model SAIPA 141 był oferowany i produkowany nie tylko na rodzimym rynku irańskim, ale również wytwarzany był w kilku różnych państwach o podobnej specyfice rynkowej. Pod nazwą SAIPA Turpial pojazd był wytwarzany w Wenezueli, za to jako SAIPA Amissa produkowano go także na obszarze Syrii. Ponadto, produkcją zajmowały się także zakłady w Egipcie.
Rodzina modelowa marki SAIPA zdobyła dużą popularność w rodzimym Iranie, stając się w ciągu 27 lat produkcji najpopularniejszym nowym samochodem w kraju i zarazem najbardziej dochodowym pojazdem w gamie producenta.
Z powodu coraz większych trudności ze spełnianiem norm dotyczących bezpieczeństwa, a także presją irańskiego rządu na modernizację gamy modelowej, produkcja rodziny SAIPA Saba zakończyła się w sierpniu 2020 roku. W ciągu 27 lat produkcji, średnia roczna produkcja wynosiła ok. 230 tysięcy sztuk, a łącznie w Iranie nabywców znalazło 6 milionów egzemplarzy różnych modeli z gamy.

### Silniki
- R4 1.3l Mazda BJ 72 KM
- R4 1.3l Mazda B3 88 KM